# Тель-Адашим
Тель-Адашим (ивр. תֵּל עֲדָשִׁים‎, букв. Чечевичный телль) — мошав на севере Израиля. Расположен между Назаретом и Афулой, находится под юрисдикцией регионального совета Изреельской долины. В  году его население составляло  .

## История
Еврейское поселение началось в этом районе в 1913 году, когда Ха-Шомер основал Тель-Адаш, поселение, целью которого была защита нефтепровода из Ирака в Хайфу. К 1918 году в мошаве осталось всего две семьи.
В 1921 году сионистские активисты завершили покупку 22 000 дунамов в Тель-эль-Адасе у семьи Сурсук из Бейрута. В то время там проживало 150 мусульманских семей.
По данным переписи населения Палестины 1922 года, проведенной британскими властями под мандатом, население Таль-Адаса составляло 118 человек; 98 мусульман, 16 евреев и 4 христианина.

В 1923 году на этом месте был основан мошав овдим, получивший название Тель-Адашимref name="A" />.
- Тель-Адашим, 1924 г.
- Тель-Адашим, 1930 г.
- Тель-Адашим из Мизры на фоне горы Фавор, 1947 г.

## Население
По данным Центрального статистического бюро Израиля, население на начало 2020 года составляло 1 504 человека.

## Известные жители
Сред известных жителей — Рафаэль Эйтан, А. Д. Гордон и Александр Зайд.